# Tadeusz Kubiak (muzyk)
Tadeusz Kubiak (ur. 11 października 1923 r. w Mchowicach, zm. 8 marca 2018) – polski skrzypek.

## Życiorys
Jego pierwsze skrzypce były ręcznie wykonane, z naciągniętymi drutami zamiast strun. Kiedy miał 10 lat dostał od ojca pierwsze, prawdziwe skrzypce tzw. „trzyćwierciówki”. Jego pierwszym nauczycielem był „słuchowiec” Stefan Szczerbacki z Łodzi, potem pobierał nauki u organisty w Górze św. Małgorzaty. Własną kapelę założył dopiero po II wojnie światowej i od tego czasu poświęcił się muzyce, grał zwłaszcza na weselach.
Przez 15 lat grał z harmonistą Czesławem Domańskim, następnie z Kazimierzem Stajudą, który jednak po pewnym czasie wycofał się. Skrzypce stawały się coraz mniej popularne (modne stały się instrumenty dęte). Przez kilka lat Tadeusz Kubiak grał jeszcze sporadycznie z Czesławem Kowalczykiem, później z zięciem Andrzejem Krajewskim.
Wychował wielu uczniów, którym przekazał własne umiejętności muzyczne. W 1994 stworzył przy Gminnym Ośrodku Kultury w Leśmierzu kapelę ludową, w której grał na skrzypcach, (pozostali członkowie Paweł Ladorucki – harmonia 3-rzędowa, Andrzej Dobierzewski – bęben). Kapela Tadeusza Kubiaka szybko zaczęła zdobywać główne nagrody na różnego rodzaju Przeglądach Międzywojewódzkich, Festiwalach Folklorystycznych. 
W 2004 został laureatem głównej nagrody, „Baszty”, na 38. Ogólnopolskim Festiwalu Kapel i Śpiewaków Ludowych w Kazimierzu Dolnym w kategorii solista – instrumentalista. Na tym samym festiwalu w 2008 I miejsce zdobyła jego kapela. Kapela ta zdobywała także corocznie pierwsze miejsca na Międzywojewódzkich Przeglądach Kapel Ludowych w Bedlnie oraz Spotkaniach Folklorystycznych Polski Centralnej „Od Kujawiaka do Oberka” w Sieradzu. W Sieradzu Tadeusz Kubiak zajmował również corocznie I miejsce w kategorii solista – instrumentalista..
W 2010 uczestniczył w projekcie współfinansowanym przez Ministra Kultury i Dziedzictwa Narodowego „Folklor łęczycki dla współczesnego odbiorcy”, w którego realizację zaangażowani byli wybitni polscy muzycy jazzowi. Jako najstarszy uczestnik projektu był jedynym wykonawcą dawnych utworów swojego regionu. 

## Odznaczenia i wyróżnienia
- odznaka „Zasłużony dla Gminy Ozorków” (2003)
- Brązowy Medal „Zasłużony Kulturze Gloria Artis” (2006)[4]
- Nagroda im. Oskara Kolberga (2006)[5]
- Złoty Krzyż Zasługi (2014)[1])
- Złoty Medal „Zasłużony Kulturze Gloria Artis” (2016, wręczony 2017)[6].